# بویین دل
بویین دل (به صربی: Bojin Del) یک منطقهٔ مسکونی در صربستان است که در ناحیه پچینیا واقع شده‌است. بویین دل ۸۷ نفر جمعیت دارد.